# Resistance Records
Resistance Records ist eine US-amerikanische Plattenfirma, die vor allem Rechtsrock-Alben herstellt und über ihre Website vertreibt. Seit 1999 gehört Resistance Records zur National Alliance. Seitdem ist Erich Gliebe Manager der Plattenfirma. Resistance Records bringt außerdem das unregelmäßig erscheinende Resistance-Magazin heraus, bei dem Gliebe als Redakteur tätig ist.

## Geschichte
Das Label wurde im Dezember 1993 in Windsor, Ontario, Kanada vom damaligen Neonazi George Burdi von der Band Rahowa gegründet und im Januar 1994 durch eine Filiale in Detroit, Michigan auch auf die USA ausgeweitet. Im selben Jahr erschien auch die erste Ausgabe des Resistance-Magazins. „Mir war der kritische Zustand der White-Power-Musik klar. Bands waren am Ende ihrer Geduld, sie warteten auf Gelder von Studioaufnahmen, die niemals kamen. Weiße Jugendliche überall im Land hatten keine Ahnung, wo sie eine White-Power-CD oder -Kassette kaufen sollten“, schrieb Burdi in der ersten Ausgabe. Unter den Gruppen, die am Anfang bei Resistance Records unter Vertrag standen, waren Burdis eigene Band Rahowa, Bound for Glory und Angry Aryans. Nachdem die Band Nordic Thunder 1993 ihr Debütalbum Born to Hate bei Resistance Records veröffentlicht hatte, gründete ihr Schlagzeuger Ryan Huber 1994 Tri-State Records, um seine Musik selbst zu veröffentlichen. Grund dafür waren laut Ingo Taler inhaltliche Differenzen, weil Resistance Records „keine extremen NS-Produkte produzieren wollte“. Aus diesem Grund wechselte auch Aggravated Assault nach ihrem 1995 veröffentlichten Debüt It Could Happen to You!, bei dem Resistance Records die „zu offensichtliche NS-Verherrlichung […] zu kaschieren versuchte, indem die Erstpressung den Song S.H. lediglich als abgekürzten Titel enthält“ und nicht (wie bei der Nachpressung) als Sieg Heil angab, von Burdi zu Huber, der diese Form der Selbstzensur kategorisch ablehnte und stattdessen auf extreme Veröffentlichungen setzte. Das Resistance erreichte 1995 eine Auflage von 13.000 Exemplaren. Das Magazin wird auch heute noch von der National Alliance herausgegeben.
1995 wurde Burdi verhaftet, da er im Mai 1993 bei einer Demonstration einer Antifaschistin ins Gesicht getreten hatte. Er erhielt eine zwölfmonatige Freiheitsstrafe auf Bewährung, die er 1997 absitzen musste, da er seine Bewährungsauflagen verletzt hatte. Burdis kanadischer Geschäftspartner Jason Snow und Joe Talic übernahmen 1996 Resistance Records. Mark Wilson wurde durch Eric Davidson (ehemaliger Redakteur des US-amerikanischen Blood-&-Honour-Magazins) ersetzt.
Nach ersten Erfolgen und ab 1996 Profit bei Verkäufen im Wert von etwa 300.000 $ wurden sowohl die Niederlassung des Labels in Detroit als auch Burdis Wohnsitz in Windsor jeweils von der US-amerikanischen und der kanadischen Polizei am 9. April 1997 simultan durchsucht; dabei wurden die Computer, Finanzaufzeichnungen, Magazine und 10.000 CDs von der Polizei mitgenommen. Die Durchsuchungen wurden simultan durchgeführt, um einer Löschung von Computeraufzeichnungen vorzubeugen. Die Durchsuchung in den USA ging auf einen Verdacht auf Steuerhinterziehung zurück, in Kanada wurde Burdi wegen Hassverbrechen angeklagt; da die Inhalte der von ihm vertriebenen Musik in den USA nicht strafbar sind, hatte er das Label nach dort verlagert, konnte aber wegen seiner kanadischen Staatsbürgerschaft dennoch belangt werden. Zum Zeitpunkt der Durchsuchungen saß Burdi seine einjährige Haftstrafe wegen Körperverletzung ab. Nach Burdis Verhaftung übernahm der ehemalige Blood-&-Honour-Herausgeber Eric Davidson die Leitung.
Im April 1997 musste die Plattenfirma kurzzeitig wegen Steuerproblemen und einer Hausdurchsuchung schließen. Eingeleitet wurde das Verfahren durch kanadische Behörden, da die Veröffentlichungen gegen kanadische Anti-hate-crime-Gesetze verstießen. Zu dieser Zeit befanden sich die fraglichen Gegenstände in Milford, Michigan, von wo aus Resistance Records seine Geschäfte weiterführte. Die Bundesagenten unter Aufsicht des Internal Revenue Service untersuchten die Unterlagen und beschlagnahmten das gesamte Inventar. Schließlich wurde eine geringfügige Strafe wegen Steuerhinterziehung verhängt und das beschlagnahmte Inventar wurde zurückgegeben. Das Label operierte von da an nicht mehr in Kanada. Nachdem Burdi seine Haftstrafe abgesessen hatte, verließ er die White-Power-Szene und gründete die Gruppe Novacosm.
Im Juni 1998 bezahlte Willis Carto, Gründer und Anführer der Liberty Lobby, Burdis Rechnungen. Zu Beginn war er innerhalb der Bewegung nicht sehr populär und trat als Resistance-Leiter auch nicht offen in Erscheinung; im Herbst 1998 sandte er allerdings Ausgaben des Liberty-Lobby-Wochenblattes The Spotlight an Resistance-Abonnenten, um fehlende Resistance-Ausgaben zu ersetzen. Im Oktober verlegte er das Label nach Etiwanda, Kalifornien, und leitete es zusammen mit seinem Geschäftspartner Todd Blodgett. Eric Davidson kündigte nach dem Verkauf und ging nach Minnesota, wo er Panzerfaust Records mitgründete. Nachdem Blodgett sich mit Carto zerstritten hatte, entschied er sich, seine Anteile zu verkaufen, und fand im März 1999 William Luther Pierce III. von der National Alliance als Abnehmer. Dieser übernahm das Label komplett und verlegte dessen Aktivitäten in die Nähe von Hillsboro, West Virginia. Darüber hinaus übernahm er auch das schwedische Label Nordland Records. 2000 übernahm er auch das Label Cymophane Productions des damals inhaftierten norwegischen Musikers und Rechtsextremisten Varg Vikernes. Im selben Jahr begann auch Hendrik Möbus von der deutschen Band Absurd, Pierce auszuhelfen, nachdem er in die USA geflohen war, um einer Haftstrafe zu entgehen, und bei Pierce untergekommen war. Möbus arbeitete im Versandbetrieb des Labels mit und schrieb unter dem Pseudonym „Hagen von Tronje“ für das Resistance-Magazin, das auch über Black Metal zu berichten begann.
Resistance Records gehören mehrere kleinere Tochterlabel an, darunter die Black-Metal-Labels Cymophane Records und das 2002 entstandene Unholy Records. Beide Labels brachten die US-amerikanischen Versionen der Burzum-Alben heraus. Zum Label gehörte außerdem ein Internet-Radio.

## Merchandise
Resistance Records besitzt heute einen Online-Shop, der etwas über 1.000 CDs im Angebot hat, und vermarktet außerdem Merchandise verschiedener Bands. Zwei Computerspiele, Ethnic Cleansing und die Fortsetzung White Law, wurden vom Label erstellt, beide mit extrem rassistischem und antisemitischem Inhalt.
Zu den bekanntesten Gruppen dürften wohl die rechtsextreme Liedermacherin Saga, das Mädchenduo Prussian Blue und Max Resist gehören. Auf dem Label waren außerdem die deutsche Band Absurd (Neuauflage der EP Asgardsrei), die polnische Band Honor sowie die mittlerweile aufgelösten Bound for Glory.

## Veröffentlichungen (Auswahl)
bei Resistance Records
- 1993: Nordic Thunder – Born to Hate
- 1993: Rahowa – Declaration of War
- 1994: Bound for Glory – The Fight Goes On
- 1995: Aggravated Assault – It Could Happen to You!
- 1995: Rahowa – Cult of the Holy War
- 2000: Honor/Graveland – Raiders of Revenge
- 2001: Fortress – Into Legend
- 2001: Iron Youth – Respect/Defend/Create
- 2001: Blue Eyed Devils – Holocaust 2000
- 2002: Absurd – Asgardsrei (Wiederveröffentlichung)
- 2001: Aryan Terrorism – War

bei Ancestral Research Records
- 2000: Thunderbolt/Kataxu – Black Clouds over Dark Majesty/Roots Thunder
- 2000: Thor’s Hammer – May the Hammer Smash the Cross
- 2001: Pantheon – Vargrstrike

bei Unholy Records
- 2002: Vaginal Jesus – Affirmative Apartheid (Wiederveröffentlichung)
- 2002: Verschiedene Künstler – Visions – A Tribute to Burzum
- 2002: Nocturnal Fear – Sterilize and Exterminate
- 2003: The Shadow Order/Grom – Sons of Zeus
- 2005: Nokturnal Mortum – Eleven Years Among the Sheep